# 46ª Brigata Aerea

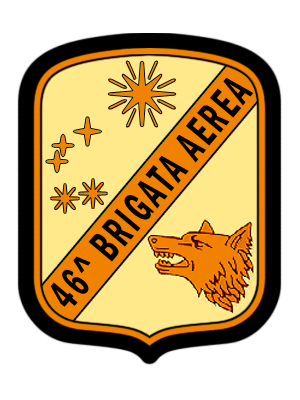
Wappen der 46ª Brigata Aerea

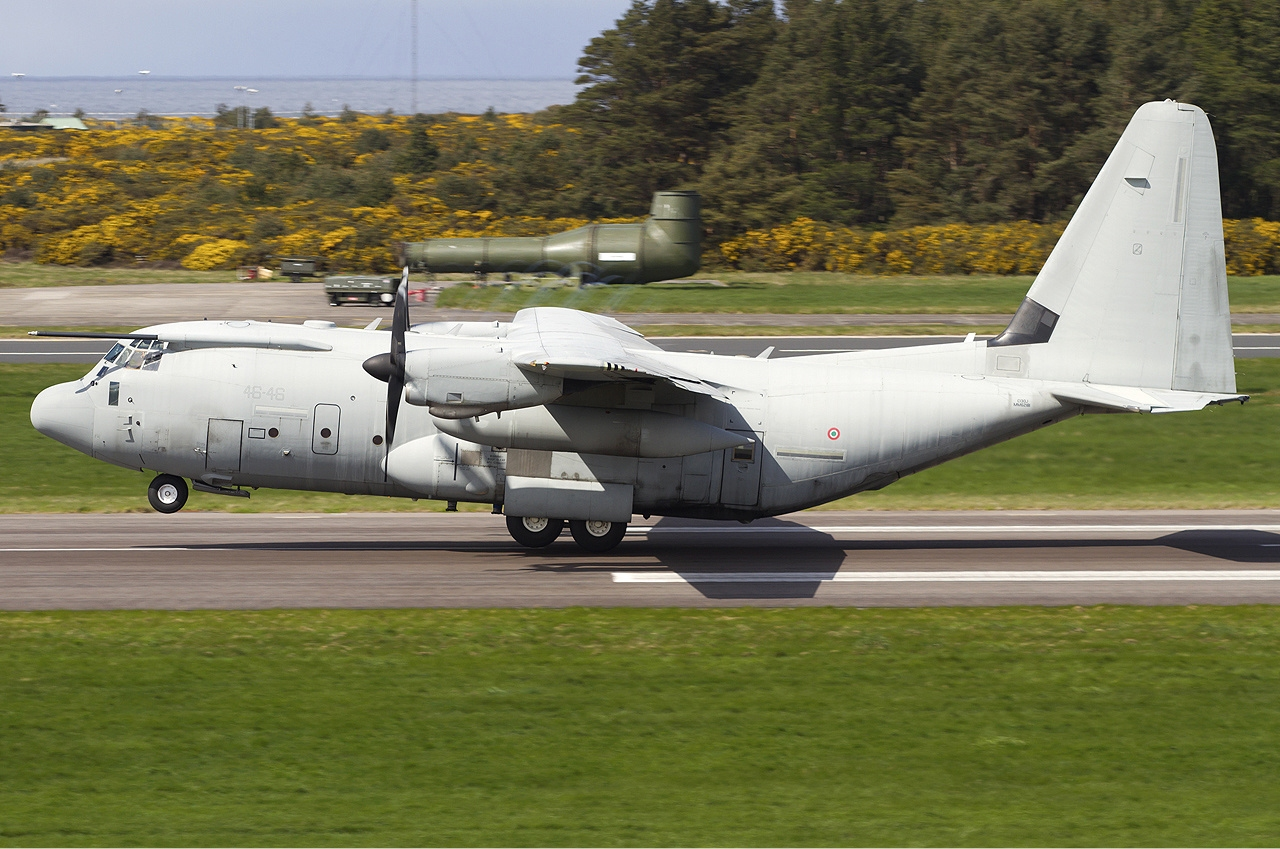
C-130J Hercules der 46ª Brigata Aerea

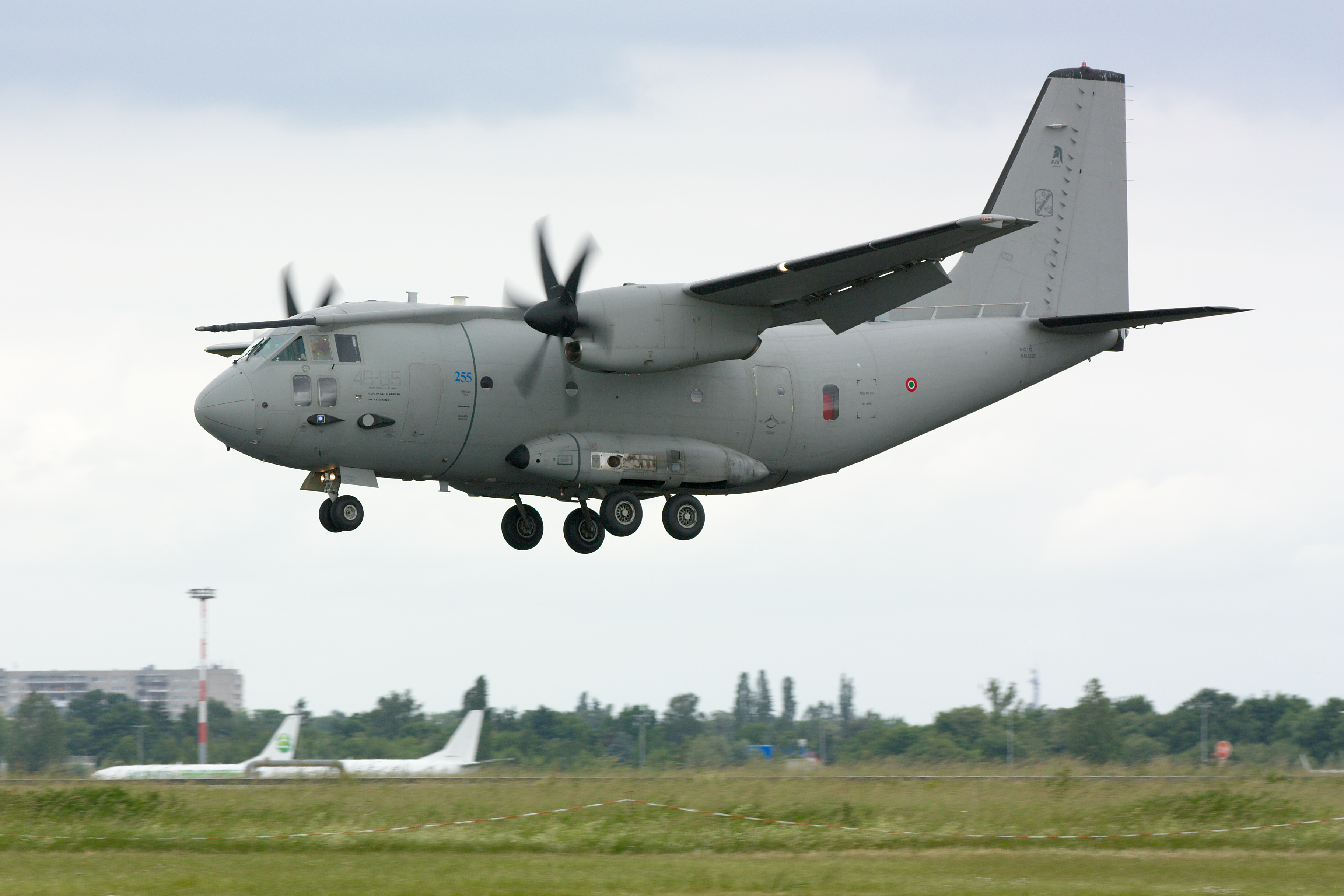
C-27J Spartan auf der ILA 2010

Die 46ª Brigata Aerea “Silvio Angelucci” (dt. „46. Luftbrigade“) ist der größte Lufttransportverband der italienischen Luftstreitkräfte. Die Brigade ist auf dem Flughafen Pisa (Toskana) stationiert und mit Transportflugzeugen vom Typ Lockheed C-130J und Alenia C-27J ausgerüstet.

## Auftrag
Truppendienstlich untersteht die Lufttransportbrigade einem Unterstützungskommando in Rom-Centocelle (Comando delle Forze di Supporto e Speciali). Seit dem 12. Januar 2016 liegt die Einsatzführung größtenteils beim European Air Transport Command im niederländischen Eindhoven.
Die Brigade übernimmt mit ihren Flugzeugen Lufttransportaufgaben im europäischen Rahmen und für alle italienischen Teilstreitkräfte, soweit dies nicht von anderen Verbänden durchgeführt wird (z. B. Flugbereitschaft in Rom-Ciampino, Transportverband in Pratica di Mare). Sie unterstützt insbesondere die Fallschirmjägerbrigade Folgore in Livorno. Einige der C-130J dienen auch der Luftbetankung. Darüber hinaus kann sie im Auftrag ziviler Stellen tätig werden, z. B. bei Katastrophenfällen oder bei Waldbränden.
Einheiten der Brigade übernehmen auch Teile der Pilotenausbildung und der Flugzeuginstandhaltung.

## Organisation
Die Brigade entstand aus einem früheren Bombergeschwader (46º Stormo). In Italien können Geschwader, die über drei oder mehr fliegende Gruppen (in Staffelstärke) oder über besondere zusätzliche Einheiten verfügen, auf Brigadeniveau angehoben werden.
Die 46. Lufttransportbrigade gliedert sich in drei Verbände auf Regimentsebene, die sich weiter in Gruppen untergliedern:
- Reparto Volo (Fliegender Verband mit drei Staffeln)
  - 2º Gruppo (11 (K)C-130J)
  - 50º Gruppo (10 C-130J-30)
  - 98º Gruppo (12 C-27J)
  - Gruppo Servizi di Supporto (Verladung)
  - Gruppo Efficienza Aeromobili (Wartung)
  - Centro Addestramento Equipaggi (Ausbildung)
- 446º Reparto STO (Technische Unterstützung)
  - Gruppo Controllo Spazio Aereo (Flugbetrieb, Flugplanung)
  - Gruppo Telematico e Meteo (Wetter- u. Fernmeldewesen, Technik)
  - Gruppo Rifornimenti (Ersatzteillager)
- 546º Reparto SLO (Logistische Unterstützung)
  - Gruppo Impianti (Infrastrukturwesen)
  - Gruppo Autotrasporti (Transport auf Straße)
  - Gruppo Sanitario (Sanitätswesen)
  - Gruppo Servizi Vari (Feuerwehr, Nachschub, Versorgung)

Dem Brigadekommando untersteht neben Stabs- und Verwaltungsdienststellen die Operationszentrale und die Sicherungsgruppe (Gruppo Difesa), die den militärischen Teil des Flughafens bewacht und bei Bedarf verteidigt, auch gegen Terrorangriffe mit Massenvernichtungswaffen.

## Geschichte

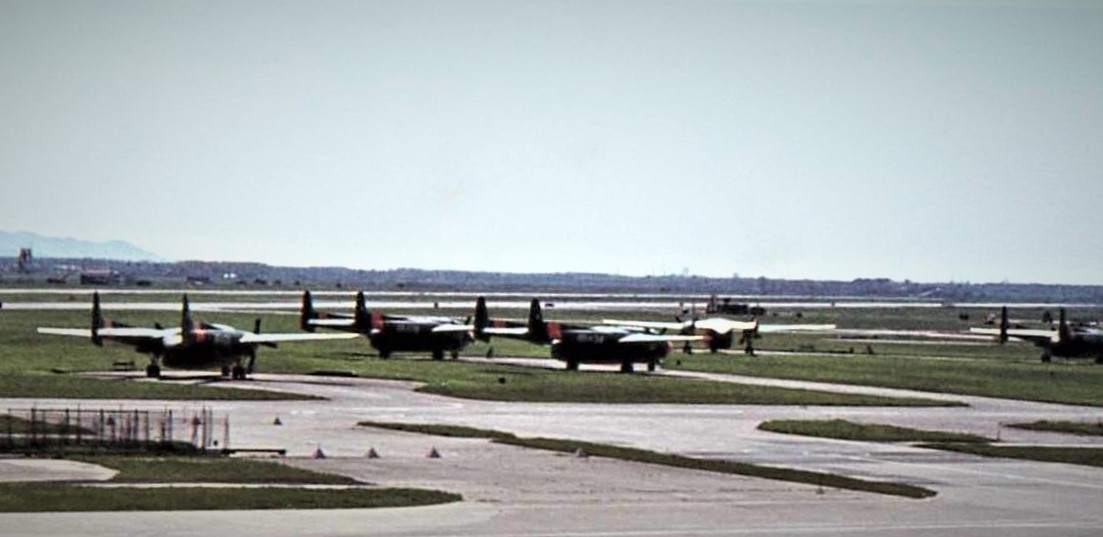
Flying Boxcars der 46ª BA in Pisa (um 1974)

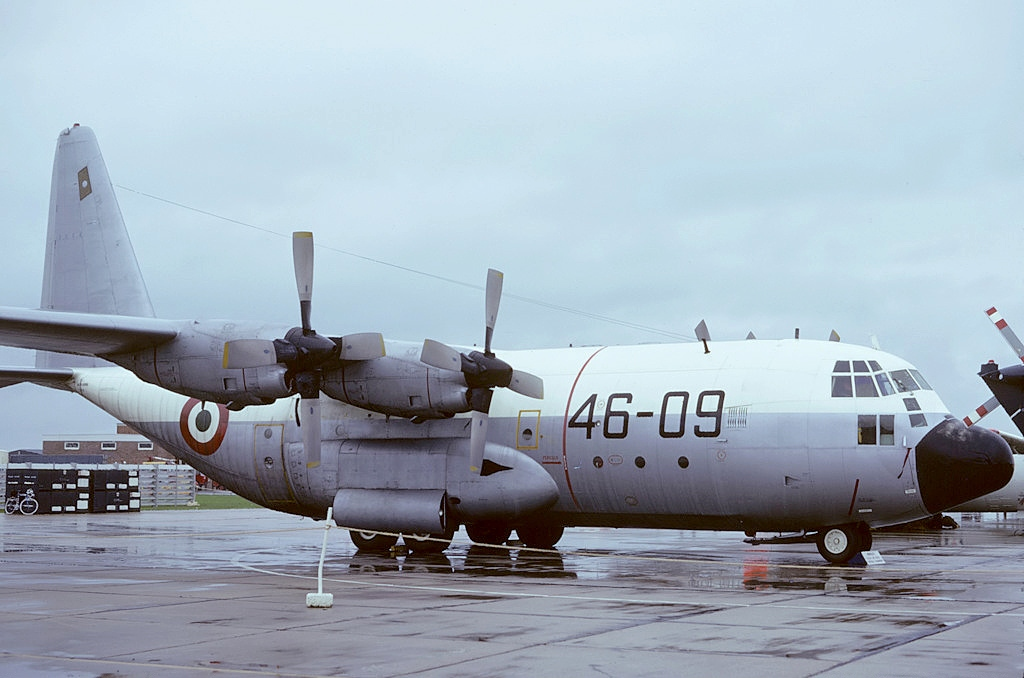
C-130H der 46ª BA 1974 in Yeovilton

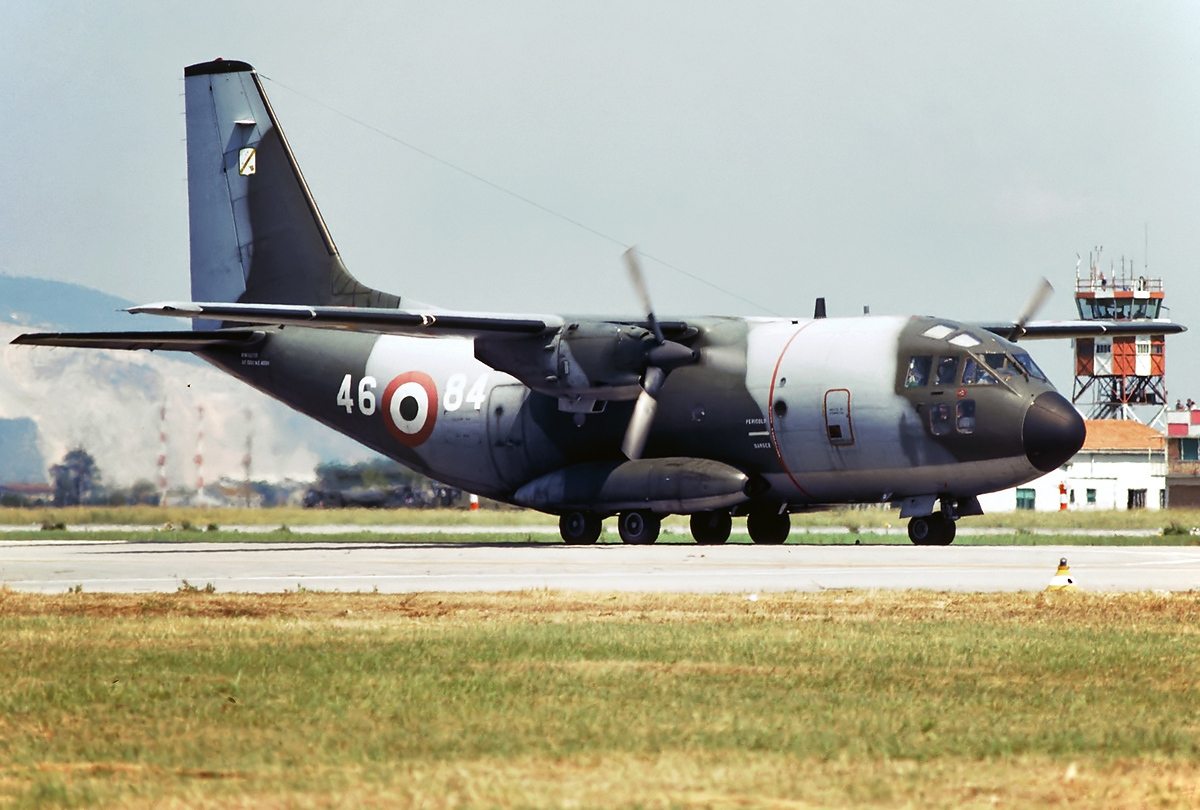
Aeritalia G.222 der 46ª BA in Pisa

Am 15. Februar 1940 wurde auf dem Flughafen Pisa das 46. Bombergeschwader (46º Stormo Bombardamento Terrestre) mit den fliegenden Gruppen 104 und 105 aufgestellt. Ausgerüstet war das Geschwader mit Flugzeugen vom Typ Savoia-Marchetti SM.79. Anfang 1942 strukturierte man es zu einem Torpedobomber-Verband um, der im gesamten Mittelmeerraum gegen die britische Royal Navy eingesetzt wurde. Beim Kampf gegen den britischen Pedestal-Konvoi fiel u. a. Oberleutnant Silvio Angelucci, nach dem die 46. Lufttransportbrigade heute benannt ist. Nachdem am 8. September 1943 ein Waffenstillstand in Kraft trat, wurden die verbliebenen Flugzeuge von der 132º Gruppo (Carlo Emanuele Buscaglia) übernommen. Bis 1945 kämpfte diese Gruppe gegen deutsche Streitkräfte, die Italien nach dem Waffenstillstand besetzt hatten. Am 1. Juli 1944 stellte man in Süditalien ein neues Lufttransportgeschwader auf, dessen beide fliegende Gruppen 2 und 98 mit unterschiedlichsten Flugzeugen in Italien und auf dem Balkan operierten.
Das bei Kriegsende auf dem Militärflugplatz Rom-Centocelle stationierte Lufttransportgeschwader verlegte man 1949 nach Pisa. Dort übernahm es Namen und Traditionen des 1940 am selben Ort aufgestellten 46º Stormo und erhielt zunächst 45 Flugzeuge vom Typ Fairchild C-119G. 1954 wurde das Geschwader zu einer Luftbrigade ausgebaut. Mit weiteren 22 C-119J stellte man 1963 die 50º Gruppo auf. Anfang der 1970er Jahre erhielt die 50º Gruppo 14 Flugzeuge vom Typ C-130 E/H Hercules, die anderen beiden Gruppen wurden mit Maschinen vom Typ Aeritalia G.222 ausgerüstet. Von der G.222 erhielt die italienische Luftwaffe insgesamt 52 Exemplare, von denen fünf im Auftrag des Zivilschutzes betrieben wurden (u. a. als Löschflugzeuge in den Versionen G.222 SAA und SAMA) und einige andere zu besonderen Zwecken (Kalibrierung, Elektronische Kampfführung, vier G.222 RM und zwei G.222 VS/GE) auf dem Militärflugplatz Pratica di Mare stationiert wurden.
Die seit dem Ende des Kalten Krieges sprunghaft angestiegenen Auslandseinsätze der italienischen Streitkräfte zeigten bald, dass die wenigen abgenutzten C-130E/H Hercules und die vielen Kurzstreckentransporter vom Typ G.222 den Anforderungen nicht mehr entsprachen. Insbesondere bei der 50º Gruppo (Hercules) sank die Einsatzbereitschaft auf ein kritisches Maß. Aus diesem Grund beschloss die italienische Regierung, sich nicht weiter am Airbus A400M zu beteiligen, dessen Einführung zu spät gekommen wäre. Stattdessen entschied man sich für die direkten Nachfolger der bisherigen Maschinen, nämlich die Lockheed Martin C-130J Hercules II und die Alenia C-27J, die wegen zahlreicher technischer Gemeinsamkeiten (Commonality) von den Herstellerfirmen auch gemeinsam vermarktet werden. Von der neuen C-130J beschaffte man für die 2º und die 50º Gruppo 22 Maschinen, davon 10 in der verlängerten Version J-30, von der C-27J zwölf Flugzeuge für die 98º Gruppo. Obwohl die Brigade somit deutlich weniger Transportflugzeuge als in der Vergangenheit hat, ist die tatsächliche Transportkapazität und vor allem auch die Einsatzbereitschaft gestiegen.
Flugzeuge der 46ª Brigata Aerea wurden seit 1954 auf allen Kontinenten eingesetzt, auch in der Antarktis, wo man von Neuseeland aus in den 1990er Jahren regelmäßig zwei italienische Forschungsstationen versorgte. Während der Sueskrise richtete man 1956 und 1957 eine Luftbrücke zwischen Neapel und Abu Suweir in Ägypten zur Unterstützung der United Nations Emergency Force ein. Ein folgenschwerer Einsatz fand im Jahr 1961 statt: Während der Operation der Vereinten Nationen in Kongo stellten Flugzeuge der Brigade dort den Großteil des Lufttransports sicher. Nachdem im Februar 1961 bei einem Flugunfall bei Luluabourg bereits drei Soldaten ums Leben gekommen waren, kam es am 11. November auf dem Flughafen von Kindu zu einem Blutbad, als etwa 80 kongolesische Aufständische in die dortige UN-Kantine eindrangen und 13 Soldaten der 46. Lufttransportbrigade auf grausame Weise töteten. Noch im selben Monat starben im Kongo vier weitere Besatzungsmitglieder einer C-119 bei einem erneuten Unfall. In den Jahren danach führte man in Nord- und Ostafrika sowie im Nahen und Mittleren Osten und in Südostasien verschiedene humanitäre Flüge durch. Der schwerste Unfall in der Geschichte der Lufttransportbrigade ereignete sich am 3. März 1977, als eine C-130H bei schlechter Sicht in den Monte Serra flog: Neben den fünf Besatzungsmitgliedern starben ein Marineoffizier und 38 Offizieranwärter der Accademia Navale. Von 1982 bis 1984 unterstützte die Brigade einen Friedenseinsatz im Libanon. Ab 1991 stiegen die Einsätze dieser Art sprunghaft an. Am 3. September 1992 wurde eine G.222 der 2º Gruppo bei einer humanitären Mission beim Anflug auf Sarajevo von zwei 9K31-Strela-1-Boden-Luft-Raketen abgeschossen, wobei die vier Besatzungsmitglieder ums Leben kamen. 1994 flogen wegen des Völkermordes in Ruanda mehrere Maschinen der Brigade nach Kigali, um dort mit Unterstützung von Spezialeinheiten Italiener und andere Ausländer zu evakuieren. Nach der Jahrtausendwende konnte die Brigade dank der neuen Flugzeuge eine sehr hohe Einsatzbereitschaft erreichen. 
Am 23. November 2009 stürzte eine KC-130J bei Pisa ab, dabei kamen alle fünf an Bord befindlichen Personen ums Leben. Im November 2013 wurden Flugzeuge der 46ª Brigata Aerea auf die Philippinen entsandt, wo sie nach dem Taifun Haiyan vor Ort mehrere Wochen Evakuierungs- und Transportaufgaben übernahmen.